# FC Aktobe
FC Aktobe (Ақтөбе Футбол Клубы) este un club de fotbal din Kazahstan, aflați pe Stadionul Central, din Aktobe. Sunt de 3 ori campioni ai primii ligi, de două ori câștigătorii cupei și o dată câștigători ai ligii a doua.